# Byggrätt
En byggrätt är den maximala grad av bebyggelse som tillåts på en fastighet enligt en detaljplan. Byggrätten är anpassad efter infrastrukturen.
Fastighetsägaren kan i vissa fall förvärva ytterligare byggrätt från kommunen.